# Citta
A Citta női név szanszkrit eredetű, a jelentése ismeretlen'.
A Citta szanszkrit szó, jelentése "tudat", és a cit szó gyökéből származik , ami azt jelenti, hogy "észlelni". Ez minden, ami észlelhető és minden, ami észlelhető. A tudat az a tér, amely minden érzékelhető dolgot tartalmaz. A Citta-t Szellemnek is tekinthetjük. A Jóga- szútrákban Patanjali a jógát jóga-citta-vritti-nirodaha-ként határozza meg, ami azt jelenti, hogy a jóga minden tévhitet és gondolatzavart eltüntet.

## Gyakorisága
Az újszülötteknek az 1990-es években nem lehetett anyakönyvezni. A 2000-es és a 2010-es években sem szerepelt a 100 leggyakrabban adott női név között.
A teljes népességre vonatkozóan a Citta sem a 2000-es, sem a 2010-es években nem szerepelt a 100 leggyakrabban viselt női név között.